# Santa Venerina
Santa Venerina es una localidad italiana de la provincia de Catania , región de Sicilia, con 8.315 habitantes.

## Descripción
Los orígenes y desarrollo de Santa Venerina fueron determinados por su posición como la lejana frontera de la comarca de la Aci y el Condado de Mascali que distribuye en dos partes; más tarde, con la fragmentación del territorio y Jaci impuso otro partir. El Salaro era por muchos siglos la frontera natural entre los dos condados, atravesada por la regia trazzera quien se unió a Messina a Catania. Viajeros que varcavano la frontera entre los dos condados estaban obligados a pagar impuestos, recaudados a través de los guardias en nombre del Senado de Jaci. Que estaba siguiendo la instalación de estas personas que comenzó a surgir el primer núcleo habitado, con la construcción de una capilla, dedicada a la patrona de Jaci: Santa Venera. Era casi natural que éstos a través de además de transferir sus bienes domésticos también llevaban su devoción a sus protectores, Santa Venera y San Sebastián. Una situación similar se produjo en San Leonardello, donde se establecieron Mascali guardias para controlar la frontera del condado en la vía Valeria: el lugar tomó su nombre de la devoción a San Leonardo, patrono de Mascali.

## Evolución demográfica
| Gráfica de evolución demográfica de Santa Venerina entre 1861 y 2001 |
|                                                                      |
| Fuente ISTAT - elaboración gráfica de Wikipedia                      |